# Pralong (Fluss)
Der Pralong ist ein kleiner Fluss in Frankreich, der im Département Loire in der Region Auvergne-Rhône-Alpes verläuft. Er entspringt im Gemeindegebiet von Saint-Bonnet-le-Courreau, im Regionalen Naturpark Livradois-Forez, entwässert generell in östlicher Richtung und erreicht unterhalb der gleichnamigen Gemeinde Pralong das Tal der Loire, durchquert dort eine seenreiche Landschaft und mündet nach insgesamt rund 17 Kilometern im Gemeindegebiet von Mornand-en-Forez als linker Nebenfluss in den Vizezy. In seinem Unterlauf quert der Pralong die Bahnstrecke Clermont-Ferrand–Saint-Just-sur-Loire sowie den Canal du Forez.

## Orte am Fluss
(Reihenfolge in Fließrichtung)
- Chavanne, Gemeinde Saint-Bonnet-le-Courreau
- Monate, Gemeinde Saint-Bonnet-le-Courreau
- Lard, Gemeinde Pralong
- Pralong
- Lot des Pierres, Gemeinde Chalain-d’Uzore
- Angérieux, Gemeinde Champdieu
- Les Peynots, Gemeinde Saint-Paul-d’Uzore
- Les Maréchaux, Gemeinde Mornand-en-Forez